# Santa Marinha (Vila Nova de Gaia)
Santa Marinha ist ein Ort und eine ehemalige Gemeinde (Freguesia) im Nordwesten Portugals.

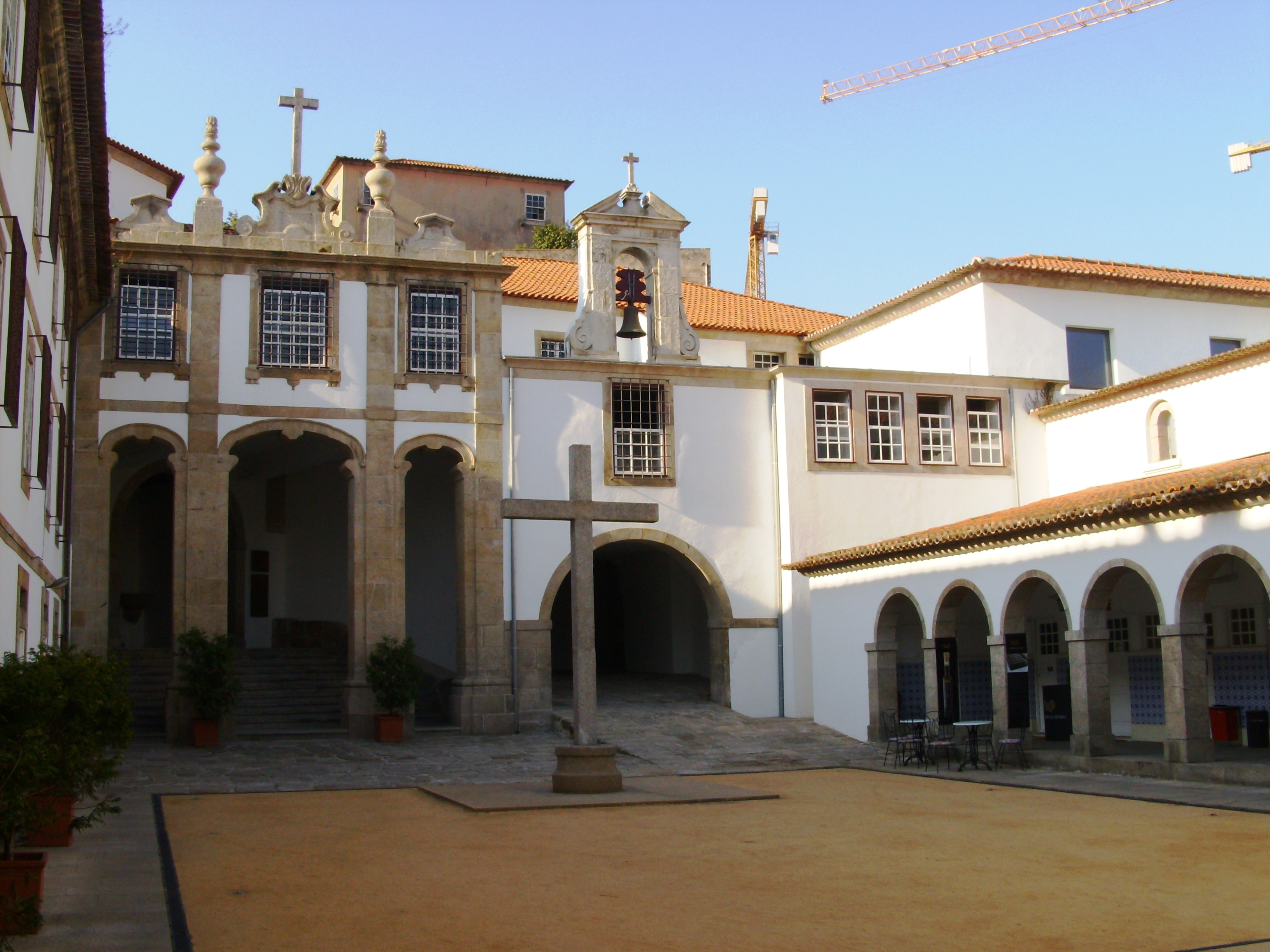
Kloster Corpus Christi, Innenhof mit Fassade der Kirche

Santa Marinha gehört zum Kreis Vila Nova de Gaia im Distrikt Porto. Die Gemeinde hatte eine Fläche von 5,9 km² und 30.445 Einwohner (Stand 30. Juni 2011).
Am 29. September 2013 wurden die Gemeinden Vila Nova de Gaia (Santa Marinha) und São Pedro da Afurada zur neuen Gemeinde União das Freguesias de Santa Marinha e São Pedro da Afurada zusammengeschlossen.

## Bauwerke (Auswahl)
- Ponte D. Luís I
- Mosteiro da Serra do Pilar
- Convento de Corpus Christi, auch Mosteiro de São Domingos das Donas de Vila Nova de Gaia
- Casa Barbot